# Val 202
Val 202 je drugi program Radia Slovenija. Je najbolj poslušan program Radia Slovenija in spada med nekaj najbolj poslušanih radijskih programov v Sloveniji. Oddaja 24 ur dnevno. Njegova programska zasnova vključuje večinoma sodobno popularno glasbo (npr. pop, rock, rap, jazz), spremlja glasbene novosti, ima informativne oddaje (podnevi kratka poročila vsako uro), šport (prenosi in komentarji tekem), satirične rubrike, pogovorne oddaje (klici poslušalcev) in specializirane glasbene oddaje zvečer. 

## O radiu
Program je prvič pričel z oddajanjem 16. junija 1972, ime pa je dobil po valovni dolžini 202 m, na kateri je oddajal srednjevalovni oddajnik na Ljubljanskem gradu. Leta 2003, 2011 in 2014 je postaja prejela viktorja za najboljšo radijsko postajo, njen voditelj Andrej Karoli pa je Viktorja do leta 2009 prejel šestkrat. V letu 2012 je bila že petič zapored v anketi bralcev slovenske izdaje revije Reader's Digest v kategoriji radijskih postaj izbrana za blagovno znamko, ki ji ljudje najbolj zaupajo (»trusted brand«). Karoli je viktorja prejel tudi leta 2009, Val 202 pa leto pozneje viktorja za posebne dosežke.
Po raziskavah poslušanosti, ki jih je naročila Agencija za pošto in elektronske komunikacije RS, je bil Val 202 med leti 2006 in 2010 na dnevni ravni najbolj poslušana radijska postaja v Sloveniji, v naslednjih dveh letih pa ga je prehitel komercialni Radio 1. Tudi leta 2012 je Val 202 s tedenskim dosegom 20 % poslušalcev še bil najbolj poslušan na tedenski ravni, vendar je njegova prednost pred Radiom 1 znašala le še eno odstotno točko.
Znani voditelji oddaj in programa so Andrej Karoli, Aleš Smrekar, Miha Šalehar, Anže Tomić, Maruša Kerec, Uršula Zaletelj, Gašper Andrinek, Matej Praprotnik, ...

## Največkrat predvajane skladbe na letni ravni
2010
| Domače                                                                           | Tuje |
| -------------------------------------------------------------------------------- | --- |
| 1. Črni konji čez nebo – Hamo & Gal 4. Misel nate – E.V.A. 5. Poljubljena – Tabu | 1. Fireflies – Owl City 2. Radioactive – Kings of Leon 3. All the Lovers – Kylie Minouge 4. Wonderful Life – Hurts 5. Empire State of Mind – Jay-Z & Alicia Keys |

2011
1. Kaj pa ti – Bilbi (89)

2. V aorto – Elevators (73)

3. Paradise – Coldplay (68)

4. Ciao, ciao – Katarina Mala (65)

5. Pumped Up Kicks – Foster The People (64)

6. Enaka – Vulture and the Guru ft. Tokac (63)

=. Kje si lubi – Manouche (63)

8. Slovenka – LeeLooJamais (62)

9. Moje luči – Tabu (61)

=. Rolling In The Deep – Adele (61)

2012
| Domače                                                                              | Tuje |
| ----------------------------------------------------------------------------------- | --- |
| 1. Romanje − Tabu in Andrej Šifrer 2. Metulji − Pliš 3. Knjiga obrazov − Gal Gjurin | 1. We Take Care of Our Own – Bruce Springsteen 2. Drive By – Train 3. Pumped Up Kicks – Foster the People |

2015
1. Original – Carpe Diem
2. Tivoli – Magnifico
3. Sailor – Jardier
4. Mava to – Clemens
5. Pleši z mano – Društvo mrtvih pesnikov

Največkrat predvajana tuja skladba je bila Uptown Funk (Mark Ronson ft. Bruno Mars).
2016
| Domače (tudi skupna prva deseterica) | Tuje |
| --- | --- |
| 1. Zlati časi – Balladero 2. Cloudless Skies – Jakob Kobal 3. Veliko mesto – Mistermarsh 4. Where You Left Me – Muff 5. Črno bel – Raiven 6. Greva naprej – Rudi Bučar & Istrabend 7. Do kosti – Tabu 8. Nov planet – Raiven 9. Jutro v Tivoliju – Voranc Boh 10. Nihče me ne razume – Nipke | 1. Can't Stop the Feeling! – Justin Timberlake 2. I Can't Stop Thinking About You – Sting 3. Good Grief – Bastille 4. 7 years – Lukas Graham 5. Cake by the Ocean – DNCE 6. Dark Necessities – Red Hot Chili Peppers 7. Stressed Out – Twenty One Pilots 8. Adventure of a Lifetime – Coldplay 9. 13 buone ragioni – Zucchero 10. Jackie and Wilson – Hozier |

2017
| Domače | Tuje |
| --- | --- |
| 1. Always (Če te najdem) − MRFY 2. Pazi, da bo prav – Xequtifz 3. Modro sonce – Gušti 4. V mleku – Tretji kanu 5. Klic – MRFY | 1. Green Light – Lorde 2. No Roots – Alice Merton 3. Feel It Still – Portugal. The Man 4. That's What I Like – Bruno Mars 5. You're in Love with a Psycho – Kasabian |

2018
| Domače (tudi skupna prva deseterica) | Tuje |
| --- | --- |
| 1. (1) Svoboda – Mila (113) 2. (2) Sinner – Fed Horses (104) =. (=) Lepo mi godrnjaš – Lusterdam (104) 4. (4) Nekaj je – Tretji kanu (102) 5. (5) Tretje oko – Mrfy (101) 6. (6) Sanja se ti ne – Big Foot Mama (97) | 1. (27) Feel It Still – Portugal. The Man (65) 2. (29) New Light – John Mayer (64) 3. (30) Pink Lemonade – James Bay (62) 4. (38) These Days – Rudimental ft. Jess Glynne 5. (39) Samurai Cop (Oh Joy Begin) – Dave Matthews Band |

V prvem oklepaju je navedeno mesto na skupni lestvici (domače in tuje), v drugem pa število predvajanj.
2019
| Domače | Tuje |
| --- | --- |
| 1. Ker tu je vse tako lepo – Koala Voice (151) 2. Spremembe – Fed Horses (129) 3. Pust me do besede – Batista Cadillac (105) 4. Drugačen – Jure Lesar (96) 5. Love sistem – Tabu (94) | 1. (23.) This Life – Vampire Weekend 2. (34.) Harmony Hall – Vampire Weekend 3. (36.) Juice – Lizzo 4. (42.) Giant – Calvin Harris, Rag'n'Bone Man 5. (42.) Moderation – Florence & The Machine |

Med stotimi največkrat prevajanimi skladbami je bilo 81 domačih. Pri domačih je v oklepajih število predvajanj, pri tujih pa mesto na skupni lestvici (domače in tuje).
2020
| Domače | Tuje |
| --- | --- |
| 1. Klic na pomoč – Sladica ft. Lara Love (136 predvajanj) 2. Vem da greš – Joker Out (130) 3. Tam drevesa rastejo počasi – Lusterdam (107) 4. Magnolije – Batista Cadillac (101) 5. Kam da dam (Povej mi stvari) – Domen Don Holc & Thomas March Collective (98) | 1. If You're Too Shy (Let Me Know) – The 1975 (74) 2. Blinding Lights – The Weeknd (71) 3. The Steps – Haim (64) 4. Colors – Black Pumas (53) 5. Circles – Post Malone (52) |

Med 30 največkrat predvajanimi skladbami so bile tri tuje, najvišje uvrščena, If You're Too Shy (Let Me Know), je bila na 13. mestu.
2021
1. Pepel − Ember (138 predvajanj)
2. Generacija neba − Batista Cadillac (132)
3. Wine − Regen (115)
4. Prjatučki − MRFY (112)
5. Argentina − Fed Horses (107)

2022
1. Sledim – Hauptman
2. Mim pravil – Batista Cadillac
3. California – Regen
4. San Francisco – MRFY
5. Ni panike – Masayah
6. As It Was – Harry Styles (112 predvajanj)
7. Angeli – MRFY
8. Gdč. Blonde – Jure Lesar
9. Tobogan – MRFY
10. Še zadnjič – Jet Black Diamonds

| 11.−50. mesto |
| --- |
| - O naju – Lara Love & SKY - Kinderšpil – Leopold I. - Dol – Sladica ft. Tokac - Zmaji – TABU - Ljubezen – Fed Horses - Sončen dan – Hamo & Tribute 2 Love - Svet se podira vase – Batista Cadillac - Barve oceana – Joker Out - Prej in potem – Monolits - Grow Old – AKA Neomi - carta – zalagasper ft. Blackpanda - Prjatučki (Kdo bo rešil svet) – MRFY - Nova romantika – Gušti ft. Leyre - Himna – Lara Love & SKY - Daj le daj – Jet Black Diamonds - Love Indifferent – Noair - Stran od oči – Masharik - Retro anorak – Jet Black Diamonds - Barve – The Margins - Nikomur ne poveš – Gušti - Tuki zdej – Eva Pavli - Pepel – Ember - Tukaj sva – Fat Butlers - Nočna zver – AKA Neomi - Postapokaliptični svet – Koala Voice - Mižim – Eva Pavli - Če kdo ve, kje je – Čedahuči - Roadtrip – Martin Martian ft. AKA Neomi - Marelice – Balladero - Nepopisan list – I.C.E. - Argentina – Fed Horses - Tak je tak bo – Domen Don Holc - The Fire – Regen - Youth – Regen - Neskončno dolgi objemi – Vazz ft. Manca Trampuš - Omama – Paul Grem - Nič vedeti – Plateau - Ljujezen – Emkej - Tub teb se lahk zgodi – Le Serpentine - Večvredne romance – Jet Black Diamonds |

1. ↑  Po vrstnem redu na seznamu predvajanja na Spotifyu.

2023
1. MLAD – Fed Horses
2. Carpe Diem – Joker Out
3. Vsak dan – Tabu
4. Takes Time – Funk Fact
5. Lukatova mami – KOKOSY
6. Tobogan – MRFY
7. Strah me je – Jet Black Diamonds
8. San Francisco – MRFY
9. Flowers – Miley Cyrus
10. Lejla – Hauptman

| 11.−50. mesto |
| --- |
| - Preblizu pleševa – Mate Bro - Rada znala bi plesati – Regen - Marija – KOKOSY - Bright Light – freekind. - happysad – Bad Lori - Angeli – MRFY - California – Regen - Nočna zver – AKA Neomi - Hey Julie – Astrid & The Scandals - Res je čudno – Neisha & Hamo - Sonce – Martin Martian - Ni mi več žou – 2nite - Sledim – Hauptman - As It Was – Harry Styles - Barve – The Margins - Umetnost lahke gravitacije – Mistermarsh - Not Strong Enough – boygenius - Cukr – Ember - french love connection – RANR - Other Side – Sahareya - Levi govorijo – Plateau - Skači Marko – Vlado Kreslin - O naju – Lara Love & SKY - Mim pravil – Batista Cadillac - Prjatučki (Kdo bo rešil svet) – MRFY - Insomnia – LPS - Omni – Before Time - Dolgo ne – RANR - Pust me do besede – Batista Cadillac & Maja Keuc - Love Indifferent – Noair - Osem korakov – LPS - Ni panike – Masayah - A še verjamemo – I.C.E. - Najdem te še kdaj – Plateau - Good Vibrations – freekind. - Zavedno – Masayah - Jutro brez vonja – Anomalo - Ker tu je vse tako lepo – Koala Voice - Moje napake (Na skrivaj) – Martin Martian & Thomas March Collective - Anima – Lara Love & SKY |

1. ↑  Po vrstnem redu na seznamu predvajanja na Spotifyu.

2024
1. Rada znala bi plesati − Regen (123 predvajanj)
2. Srce − KOKOSY
3. Tista zakartana ura − Leopold I. (105)
4. Ideje boga − Hamo & Tribute 2 Love (105)
5. Tudi to je življenje – Fed Horses (103)
6. Počakaj me – LPS
7. Lep dan – Jure Lesar in Krila ptice
8. Nekaj novega – LPS
9. Dry Out – Astrid & The Scandals
10. Settle Down – Liamere

| 11.−50. mesto |
| --- |
| - Otroci cvetja − Masharik - Kim − Yoko Nono - Vest − Koala Voice - Birds of a Feather − Billie Eilish - Avantura − BOOOM! - Labirint − Maja Keuc - Ljubljana podtalno − Vazz - Prazno − RANR - Včasih − Maša in Klemen - Tebi bi pel − 2nite - Sonce pomaranča − Koala Voice - Vonj po svežem − RANR - Vsak dan − Tabu - Satelita − Siddharta - Too Sweet − Hozier - Se ti zdi? − Yoko Nono - Vlak − Jet Black Diamonds - happysad − Bad Lori - Ne pusti − Harpier - X sonca − Društvo mrtvih pesnikov - Nabiram zvezde − Lara Baruca - Tebe imam rajši od drugih − Koala Voice - Šećer − ĐOKO - Grem nazaj − Harpier - Brat moj − Masharik - Skupaj − Masharik - Mestne luči − Skova in Skovani - Hint − Buržuazija - Beautiful People (Stay High) − The Black Keys - palipali − MRFY - MLAD − Fed Horses - Vidm te − Žena - Spet sem si zaspal − Demm - Usedi se z mano − Kavč - Mali mož (Čao sonce) − Hamo & Tribute 2 Love - Ogledalo − Kompara - Dolgo ne − RANR - 0..s teboj − Fed Horses - California − Regen - Zanimivo je − Jure Lesar |

1. ↑  Po vrstnem redu na seznamu predvajanja na Spotifyu.

Sedem tujih skladb med prvo stoterico, največkrat predvajana, Birds of a Feather, na 14. oz. 15. mestu (navedeno mesto na seznamu predvajanja na Spotifyu):
14. Birds of a Feather − Billie Eilish

25. Too Sweet − Hozier

39. Beautiful People (Stay High) − The Black Keys

66. Training Season − Dua Lipa

81. I Had Some Help − Post Malone ft. Morgan Wallen

84. Spirit − The Killers

89. Texas Hold 'Em − Beyoncé